# Kommandørgården på Rømø
Kommandørgården på Rømø er en fredet gård på Rømø ud mod Vadehavet. 'Kommandør' er det hollandske ord for kaptajn på hvalfangerbåde. Gården er et intakt hvalfangerhjem.og ejedes fra 1600-tallet af den samme familie gennem 12 generationer.
Kommandørgården hører under Nationalmuseet og der er offentlig adgang i påsken og fra maj til oktober.
Kommandørgårdens bolig og udlænger er indrettet som i sidste tredjedel af 1700-tallet med eksempler på malerhåndværk og snedkerarbejde, og der er hele vægge udsmykket med tidstypiske hollandske fliser.
I en lade er udstillet skelettet af en kaskelothval.

## Toftum skole
Sydøst for Kommandørgården ligger Toftum Gamle Skole, som var i brug fra 1784-1874 af børnene på den nordlige del af Rømø. Den var en af de mindste skoler i Danmark. Den lille bygning har forgang, brændselsrum og kun ét klasseværelse som til tider kunne have op til 40 elever. Bygningen blev fredet i 1950.
Læreren blev aflønnet af skolebørnenes forældre fra Juvre og Toftum. Den første lærer var kaptajn og gårdejer Peter Nielsen Wirth, som bestred stillingen til 1820. Børn som havde mindre timetal end de andre, kunne indskrives for en mindre afgift som "halve" eller "kvarte" børn. Børnene skulle efter tur medbringe lyng og tørv til opvarmning af klasselokalet, og pigerne gjorde efter tur rent på skolen. Skolen er istandsat, så den både inde og ude kommer tæt på skolens oprindelige udseende.

## Historie
Gården var indtil 1867 fæstegård under Haderslevhus. Kun jorderne hørte dog til godset; bygningerne var ejet af beboerne. Den nuværende bygning blev i 1749 bygget af Karen Pedersdatter og hendes svigersøn, sømanden Harcke Thadens. Harcke Thadens var gift med  Karen Pedersdatters datter Margaretha.
Huset var oprindeligt i to etager, men blev i 1770 ombygget til den nuværende bygning af Margaretha og hendes anden mand, Hans Peter Hansen. Han var ikke sømand, men kniplingshandler og  havde tjent en formue på produktion og salg af Tønderkniplinger. Samme år blev der anbragt en tavle over hovedindgangen med navnene Hans Peter Hansen, Margaretha Hansens og Thade Harcken.
I 1830erne blev der foretaget flere ændringer. Store rum blev delt til indretningen af aftægtsafdelingen  Oldefars Kammer.
I løbet af det 18. århundrede blev gårdens familier velhavende. Indtægterne stammede hovedsageligt fra søfart. Mændene og drengene arbejdede  på overvejende hvalfangerbåde eller handelsskibe som kommandør, matros, styrmand eller kaptajn. Også fiskeriet i nærheden af Rømøs kyst var indbringende. I søfartstiden havde landbruget kun en sekundær betydning. I 1708 havde gården 3 heste, 2 ungkreaturer og 6 får. 
Søfartens betydning for Rømøs mænd og drenge begyndte at svinde efter Englandskrigene fra 1801 til 1814. I løbet af 1800-tallet blev landbruget Rømøs hovederhverv. I folketællingerne fra 1800-tallet er antallet af tjenestefolk på gården svundet ind. 
I begyndelsen af 1900-tallet var der en karl og en pige på gården. Efter 1940 var der ingen faste tjenestefolk, men kun hjælp udefra ved særlige opgaver.
1998 blev Kommandørgården restaureret, muliggjort af en donation fra A. P. Møller og hustru Chastine McKinney Møllers Fond til almene Formål.

## Kommandørgårdens ejere
I løbet af familiens tolv generationer er gården 7 gange gået i arv på kvindesiden. Den kvindelige arvefølge er markeret med en stjerne: 
- ca. 1600-1630: Niels Michelsen
- ca. 1630-1669: Niels Hansen (død 1635) og Karen Nielsdatter*
- 1669-1742: Peder Nielsen (død før Mergred) og Mergred Peddes
- 1742-1755: Karen Pedersdatter*, enke efter Christen Hansen
- 1755-1762: Harcke Thadens og Margaretha Christensdatter*
- 1762-1767: Margaretha Christensdatter
- 1767-1794: Hans Peter Hansen og Margaretha Christensdatter Hansen*
- 1794-1832: Thade Harckens (død 1810) og Kirstine Jørgensdatter
- 1832-1845: Peter Hansen Manøe og Margretha Thadesdatter*
- 1845-1869: Thade Hans Petersen Manøe og Marianne Iversdatter
- 1869-1901: Christen Petersen og Kirstine Ingeborgline Manøe*
- 1901-1937: Christian Petersen og Hansine Cornele Jepsen
- 1937-1949: Holger Vestergård og Rigmor Petersen*

## Galleri
- Detaljer af murværkets udsmykning
- Detaljer af murværkets udsmykning
- Hovedindgangen
- Stuen
- Stuen
- Hollandsk flise
- Hollandsk flise
- Hollandsk flise